# Pabstia
Pabstia es un género de orquídeas epifitas. Tiene cinco especies originarias de Brasil.

## Descripción
Este género es vegetativamente muy similar a Zigopetalum crinitum, de la que se diferencia  por el grosor de las raíces, mucho más delgadas.
Presenta rizoma corto, con pseudobulbos  ovoide o elipsoidal, comprimido por los lados, a veces casi ocultos por las vainas de la hoja, con un máximo de cuatro hojas apicales  de amplia base, herbáceas y multinervias, lineales a lanceoladas, lisas.  La inflorescencia es axilar,  racemosa, erecta, más corta que las hojas, con un máximo de cuatro flores grandes y ornamentales.
Las flores tienen los sépalos casi iguales, más o menos planos, los lados un poco desequilibrados en la base, unidos con el pie de la columna. Los pétalos son similares a los sépalos, pero puede ser en color o patrón completamente diferente.   

## Distribución
Consta de cinco especies exclusivamente brasileñas, epífitas, de crecimiento caespitoso, que habitan en las zonas húmedas, cubiertas de musgo y sombrías de la vertiente del Atlántico.

## Evolución, filogenia y taxonomía
El género fue propuesto por Garay en Bradea, Boletim do Herbarium Bradeanum 1: 306 en 1973. La especie tipo es Pabstia viridis (Lindley) Garay antes Maxillaria viridis Lindley.  
Etimología
El nombre del género es un homenaje a Guido Frederico João Pabst, estudioso de las orquídeas brasileñas.

## Especies
- Pabstia jugosa  (Lindl.) Garay (1973)
- Pabstia modestior  (Rchb.f.) Garay (1973)
- Pabstia placanthera  (Hook.) Garay (1973)
- Pabstia schunkiana  V.P. Castro (1993)
- Pabstia viridis  (Lindl.) Garay (1973)